# Автомагістраль A4 (Литва)
Автомагістраль А4 — шосе в Литві, яке пролягає від Вільнюса до кордону з Білорусією, поблизу Друскінінкая. Звідти дорога продовжується до Гродно по території Білорусі як Р 42. Довжина дороги 134,46 км.
Більша частина дороги має одну смугу в кожному напрямку, а за замовчуванням обмеження швидкості має 90 км/год. Це головна дорога, що з’єднує Вільнюс із регіоном Дзукія.

## Дивись також
- Транспорт Литви